# Ансан (Португалия)
Ансан (порт. Ançã) — район (фрегезия) в Португалии, входит в округ Коимбра. Является составной частью муниципалитета Кантаньеде. Находится в составе крупной городской агломерации Большая Коимбра. По старому административному делению входил в провинцию Бейра-Литорал. Входит в экономико-статистический субрегион Байшу-Мондегу, который входит в Центральный регион. Население составляет 2579 человек на 2001 год. Занимает площадь 18,11 км².
Покровителем района считается Дева Мария (порт. Nossa Senhora do Ó).

## Известные уроженцы
В 1884 году здесь родился выдающийся деятель культуры Португалии и Бразилии писатель и историк Жайме Кортезан.